# James Rosier
James Rosier (1573-1609) fue un explorador inglés que se destaca por su relato de una expedición a América en 1605 en la que describe a los pueblos nativos y la fauna del norte de Nueva Inglaterra. Describe un viaje a lo largo de un «gran río», pero la identidad del río no se conoce con certeza.

## Biografía
Nació el 1 de junio de 1573 en Winston, Suffolk, hijo de James Rosier (m. 1581), un clérigo de la Iglesia de Inglaterra, y su esposa, Dorothy Johnson. Tras la muerte de su padre en 1581, fue criado en Ipswich por Robert Wolfrestone, un pariente de su madre, y luego en la casa de Sir Philip Parker. Después de graduarse en el Pembroke College (Cambridge) en 1593 y MA en 1596, entró en la casa de Philip Woodhouse en Kimberley Hall en Norfolk donde se convirtió en católico alrededor de 1602 bajo la influencia de lady Woodhouse, miembro de la familia católica de Yelverton.
Rosier estaba entre los que navegaron al actual Maine con Bartholomew Gosnold en 1602. En esa época conoció a Thomas Arundell, quien esperaba establecer una colonia en América para sus compañeros católicos. Arundell se unió a los comerciantes de Plymouth y quizás a su cuñado, Henry Wriothesley, III conde de Southampton, para establecer una expedición bajo el mando del capitán George Weymouth para explorar la costa de Maine. El viaje duró del 5 de marzo al 18 de julio de 1605, con Rosier a bordo como comerciante de cabo y reportero.
Según el historiador David Beers Quinn, había tres versiones del relato del viaje de Rosier: un diario ahora perdido; una versión manuscrita obtenida primero por Richard Hakluyt y luego por Samuel Purchas, que la abrevió en Purchas his Pilgrimes en 1624; y otro manuscrito, tal vez editado por Hakluyt, que se publicó como A True Relation of the most prosperous voyage made this present year by Captaine George Waymouth in the Discovery of the Land of Virginia: where he discovered 60 miles of a most excellent River; together with a most fertile land, (Londres, 1605).
No se especifica la ubicación exacta del «gran río excelente», posiblemente porque Rosier estaba siendo deliberadamente impreciso para preservar los conocimientos de la expedición para asegurar el respaldo de una futura expedición. David C. Morey argumenta que la expedición exploró el río Penobscot. Sin embargo, también se ha sugerido que viajó por el río San Jorge. El vocabulario nativo algonquino que registra ha sido identificado como la lengua Etchemin. Más recientemente se ha argumentado que es más probable que sea el abenaki oriental.
El 30 de octubre de 1605 Rosier, actuando como agente de Weymouth, presenció un acuerdo con John Zouche para un viaje a Virginia, el cual fue abandonado como resultado de la revelación de la Conspiración de la pólvora en noviembre de ese año, y el desarrollo de otros planes para la colonización de Virginia. Durante los dos años siguientes Rosier estuvo al servicio de Thomas Sackville, I conde de Dorset. El 7 de mayo de 1608 partió hacia Roma, donde fue admitido en el Jesuit English College. El relato que dio allí de su vida omite su participación en el viaje de 1605. Fue ordenado el 18 de abril de 1609, tomando el nombre de Philip James. Murió en Loreto a finales de ese año en su camino de regreso a Inglaterra para participar en la misión inglesa de la Compañía de Jesús.
El cabo Rosier en el río Penobscot en Brooksville (Maine), lleva el nombre de James Rosier.